# Nižná, Piešťany
Nižná este o comună slovacă, aflată în districtul Piešťany din regiunea Trnava. Localitatea se află la altitudinea de 183 m deasupra n.m., se întinde pe o suprafață de 8,05 km2 și în 2017 număra 557 de locuitori.

## Istoric
Localitatea Nižná este atestată documentar din 1532.

## Demografie
| An:                | 1994 | 2004   | 2014   | 2024   |
| ------------------ | ---- | ------ | ------ | ------ |
| Număr de persoane: | 507  | 517    | 550    | 552    |
| Diferență:         |      | +1,97% | +6,38% | +0,36% |

| An:                | 2023 | 2024   |
| ------------------ | ---- | ------ |
| Număr de persoane: | 546  | 552    |
| Diferență:         |      | +1,09% |